# 土库曼斯坦签证政策
按照法律规定，所有国家的公民進入土库曼斯坦必須在出發前獲發入境簽證，並要得到土庫曼認可旅行社發出的邀請函方可獲發旅行簽證。
持有進入土庫曼邀请函簽發權的機構皆為土库曼外交部認可的當地持牌旅行社，申請人士首次申請時一般會先被獲發10天的入境簽證，其後也可延長逗留期至20天。
如旅客需要在阿什哈巴德机场轉機，在機場禁區內無需申請簽證。

## 簽證政策示意圖

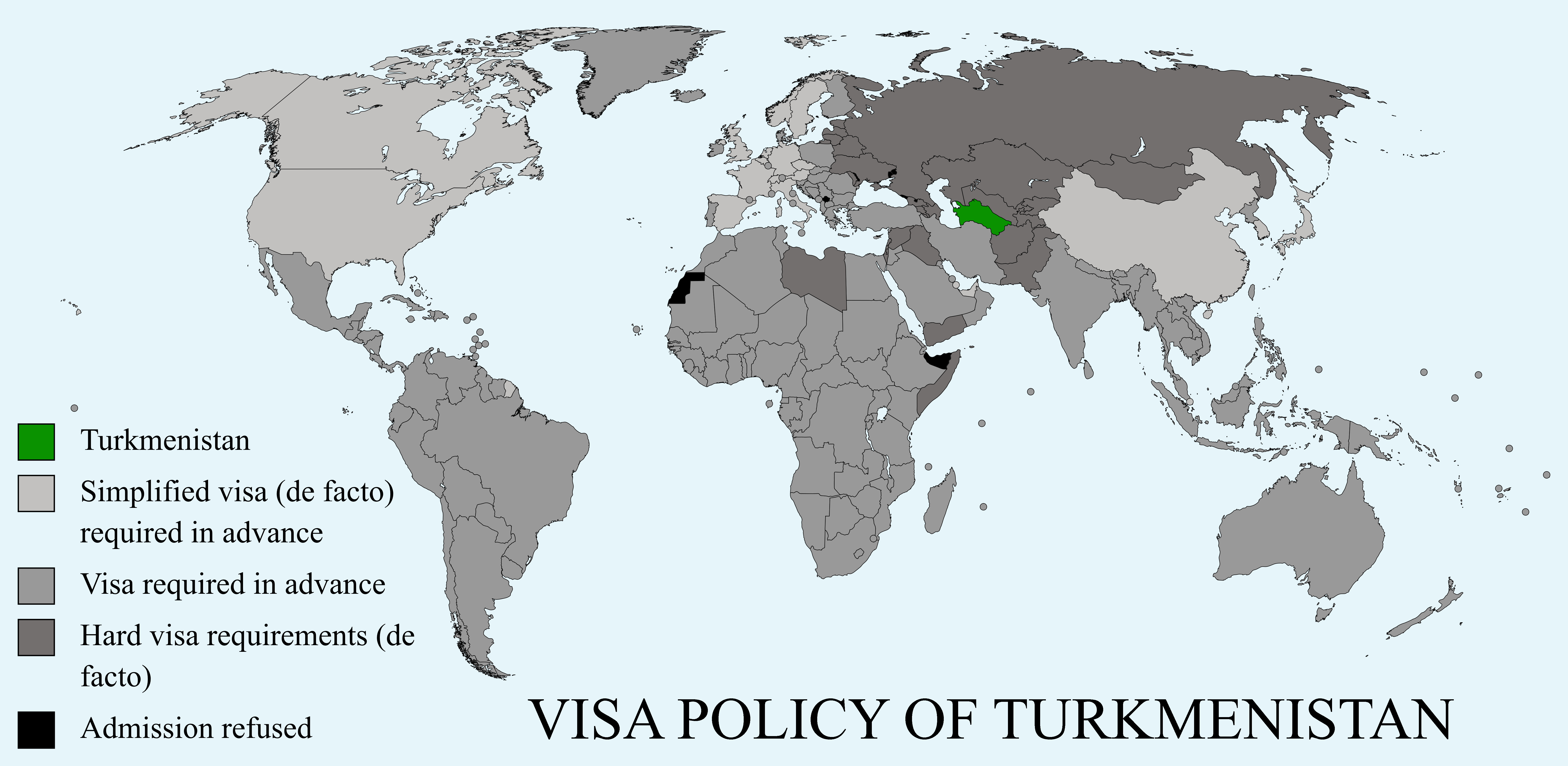
土庫曼
免簽證
需簽證
禁止入境

## 特别许可证
前往克爾基、哈扎爾、达沙古兹、薩拉赫斯和庫什卡的旅客，需另外向土庫曼外交部辦公室申請特別許可證方可進入。

## 签证豁免
- ：阿特劳州和曼吉斯套州的居民可免簽證進入巴爾坎州5天。[5]
- ：花拉子模州、布哈拉州全境，以及卡拉卡尔帕克斯坦、卡什卡達里亞州、蘇爾漢河州的部份縣市的居民，在每個月都可獲得長達3天免签证進入土庫曼大部份地區的待遇。 在开斋节和宰牲节可逗留土庫曼至7天。[6]

## 非普通护照

土庫曼斯坦簽證政策圖
土庫曼斯坦
外交及公務護照免簽證
外交護照免簽證
外交護照落地簽證

持有以下國家之外交或公務护照可免簽證進入土庫曼：
- 亞美尼亞
- 白俄羅斯
- 保加利亚
- 中國
- 捷克
- 匈牙利
- 伊朗
- 日本
- 摩尔多瓦
- 蒙古国
- 羅馬尼亞
- 俄羅斯
- 斯洛伐克
- 土耳其
- 乌克兰
- 阿联酋

持有以下國家之外交护照可免簽證進入土庫曼：
- 爱沙尼亚
- 印度

持有以下國家之外交护照可進入土庫曼時申請落地簽證：
- 加拿大
- 新西兰
- 英国
- 美国

此外，土庫曼已經在2018年1月签署协议容許持有巴基斯坦外交護照的人士有免簽證待遇，唯至今尚未獲得正式批准。

## 禁止入境
由於土库曼斯坦不承認科索沃，土库曼斯坦政府禁止 科索沃公民入境或過境。

## 参看
- 土库曼斯坦公民签证要求
- 土库曼斯坦护照
- 阿什哈巴德国际机场
- 土库曼斯坦航空

## 链接
- 土库曼斯坦国家移民服务（页面存档备份，存于）